# Шпангенберг, Генрих
Генрих Шпангенберг (нем. Heinrich Spangenberg; 24 мая 1861, Дармштадт — 27 сентября 1925, Дармштадт) — немецкий музыкальный педагог, композитор и пианист.

## Биография
Начал обучение музыке в своём родном городе у Виллема де Хаана, учился в Консерватории Хоха у Иоахима Раффа, затем короткое время занимался в Москве под руководством Николая Рубинштейна, после чего завершил свою музыкальную подготовку в Вене у Теодора Лешетицкого и Германа Греденера. В 1884 г. возглавил музыкальную школу в Майнце, в 1886 г. — консерваторию Фройденберга в Висбадене, а начиная с 1888 г. на протяжении многих лет руководил в этом городе собственной консерваторией, впоследствии реорганизованной в Висбаденскую музыкальную академию. В 1906 г. получил звание королевского капельмейстера.
В композиторском наследии Шпангенберга — опера «Корсиканская свадьба» (нем. Korsische Hochzeit; 1904), ряд зингшпилей, в том числе «Мальчик розу увидал» (нем. Sah ein Knab' ein Röslein stehn; 1917, о молодых годах Гёте), оркестровые и камерные сочинения.